# 筑波大学大学院理工情報生命学術院
筑波大学大学院理工情報生命学術院（つくばだいがくだいがくいんりこうじょうほうせいめいがくじゅついん）は、
筑波大学大学院に設置されている学術院。筑波大学大学院の数理物質科学研究科（12専攻）とシステム情報工学研究科（10専攻）と生命環境科学研究科（15専攻）を再編改組し誕生する。
次の研究群で構成
- 数理物質科学研究群（5学位プログラム）
- システム情報工学研究群（8学位プログラム）
- 生命地球科学研究群（12学位プログラム）